# Panal

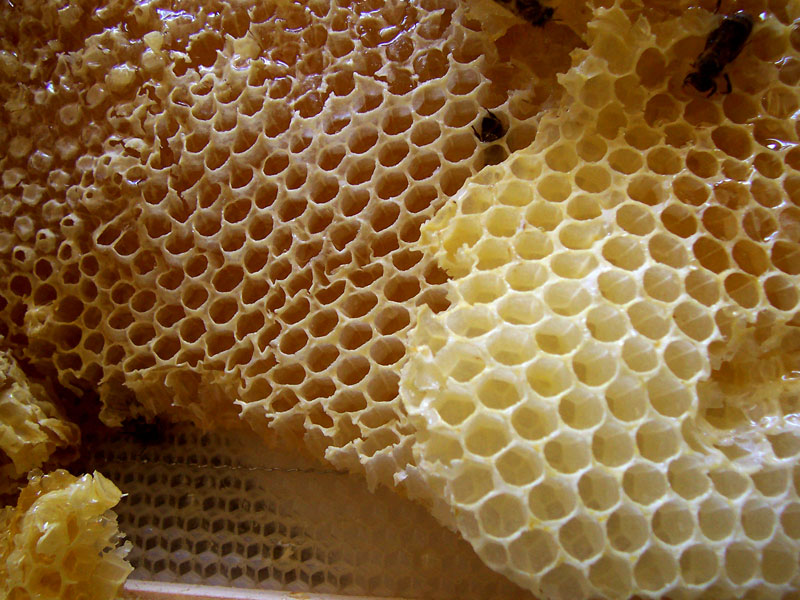
Panal visto de cerca

Un panal es una estructura formada por celdillas de cera que comparten paredes en común construida por las abejas melíferas para contener sus larvas y acopiar miel y polen dentro de la colmena. Esta capacidad se debe a que las obreras cuentan con glándulas cereras que producen este elemento natural tan apreciado. El panal es utilizado para depositar sus alimentos: polen y miel. También la celda es utilizada como habitáculo para la cría de obreras y zánganos. El tamaño de la celda varía según la necesidad de la abeja, siendo de aproximadamente 6 milímetros para obreras y 8 milímetros para zánganos en el caso de Apis. 
Las diferentes especies del género Apis construyen diferentes tamaños de celdas (sin base de cera estampada), adecuados a sus respectivas castas, lo que es muy útil para distinguir las especies y las razas del género Apis.

En las abejas de nido cerrado, Apis cerana y Apis mellifera los panales son construidos en forma transversal al orificio de entrada de la colmena. De esta manera, los panales anteriores cercanos a la entrada (piquera) hacen de barrera natural a la entrada de aire frío.
La distancia de diez celdas de panal construido por la abeja oriental (Apis cerana) en las Filipinas tiene un promedio de 4,1 centímetros, y en el sur de la India, la distancia es de 4,3 a 4,4 centímetros. Las razas africanas de la abeja occidental (Apis mellifera) construyen panales con medidas de 4,7 a 4,9 centímetros por cada 10 celdas, mientras la distancia de los panales construidos por las razas europeas comunes es 5,2 a 5,6 centímetros cada 10 celdas. 
En los panales de cera de la colmena rústica (huecos de árboles) o en las colmenas que no tienen cuadros móviles, la construcción no es siempre paralela, ya que las abejas construyen los panales en diferentes radios.

## Espacio abeja
El espacio abeja, que es el lugar por el cual las abejas transitan entre los cuadros y en la colmena, es el espacio natural que la abeja separa un panal del adyacente. Este espacio fue descubierto por Lorenzo Langstroth en Apis mellifera siendo diferente del de Apis cerana aunque muy parecido. Las abejas africanizadas de América son más pequeñas y el volumen del nido para una población dada es 10% menor. No respetar el espacio de abeja hace que la abeja rellene el mismo con propóleo o cera. Nunca debe ser menor a 5 milímetros porque lo rellenará con propóleo ni mayor a 9 milímetros porque construirá panal de cera. Hay autores que definen el espacio abeja como 7,5 mm ± 1,5 mm.

## Panales de cera en apicultura racional

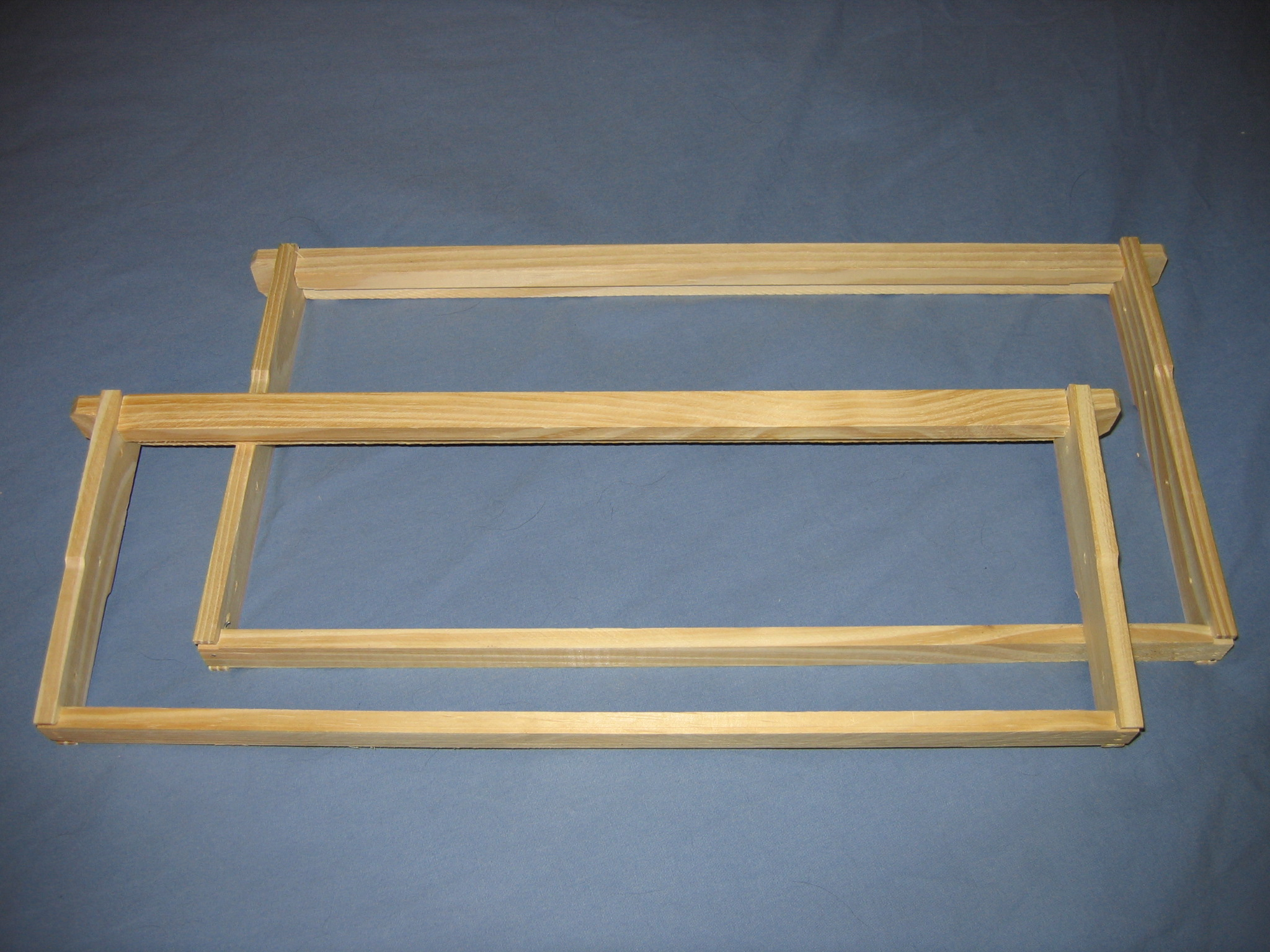
Marco móvil o cuadro.

En la apicultura racional el panal de cera es construido dentro de un marco móvil de madera para que la abeja mantenga una línea de construcción determinada con antelación por los apicultores. Para ello se ha desarrollado una lámina de cera estampada que es adherida a alambres que cruzan el marco en forma horizontal o vertical. Estos panales tienen dimensiones preestablecidas por los tamaños de los cuadros móviles lo mismo que la lámina de cera estampada. Sobre esta base fundacional las abejas estiran sus celdas hexagonales con una leve inclinación superior desde el fondo a la boca con el propósito de que no se derrame la miel que guardan en el interior.
En la apicultura racional la disposición de los panales que se utiliza frecuentemente es longitudinal con respecto a la entrada de la colmena (piquera) esto permite una mejor aireación de los mismos y facilita el secado del néctar evitando el trabajo de ventilación que tiene que desarrollar las obreras. A diferencia de los panales naturales que son construidos transversalmente al orificio de entrada de la colmena, denominado exposición en caliente; la colmena racional utiliza el método llamado exposición en frío para sus panales longitudinales con respecto a la entrada de la misma.
Hay colmenas construidas para ser utilizadas con panales de exposición en caliente, pero son las menos y generalmente se utilizan en climas fríos o templados fríos.

## Ángulo de las celdas de los panales
Es interesante ver la geometría de una celda de panal, y la forma en que éstas encastran con el panal opuesto del marco móvil.
Pero hay toda una discusión desde antiguo sobre los ángulos que éstos tienen.
En 1700 se hicieron cálculos referentes a la medida de los ángulos de los rombos en los fondos piramidales de las celdas del panal. Comenzó en 1712 y continuó por varios años durante los siglos siguientes.
El astrónomo y genio italiano, Maraldi  estudió las celdas de la abeja, midió el largo de las mismas encontrando que son aproximadamente iguales unas a otras. Entonces midió los ángulos de las celdas de un panal, calculando que eran de 109° 28'. Anne D. Betts en un artículo en julio de 1921 relacionó la historia de manera más lejana, Maraldi en una advertencia tremenda a todos nosotros, se expresó claramente para evitar todo el peligro de ser entendido mal. 
Refiriéndose al naturalista francés Reaumur atribuyó la idea de que este había encontrado el valor de 109° 28 en los ángulos de las celdas de un panal. Toda una hazaña, que varios escritores han comentado ya que era imposible de realizar con los instrumentos existentes en su época, incluso si las celdas fueran regulares, que no lo son.
Reaumur sospechó que las abejas economizaban cera, consultando a su amigo matemático Koenig, para resolver el problema de la celdas de la abeja calculó el ángulo más grande de los rombos obteniendo 109° 26'. Investigaciones posteriores demostraron que 109° 28' era la respuesta correcta. (Sólo dos minutos fue la diferencia aclarando que Koenig había cometido un error en su aritmética). Kent L. Pellett en un artículo en junio de 1929 agregó más información a la historia; Reaumur maravillado por su economía vio tan cerca la perfección.
Otros científicos que estudiaron en las abejas la posibilidad de encontrar el ángulo perfecto tomaron rápidamente el caso para solucionar el problema por sí mismos, obteniendo el mismo resultado que Koenig. Pero las abejas rechazaron corregir su error, leve como era, y continuaron construyendo los fondos de la celdas con los viejos ángulos de 109° 28'.
Años más tarde, la investigación de un accidente marítimo demostró que el capitán había dirigido mal el curso de su barco, debido a que el cálculo de las tablas de logaritmo existentes era defectuoso. Las tablas fueron corregidas para evitar un error adicional. Entonces se descubrió que éstas eran las mismas tablas logarítmicas con las cuales Koenig había hecho sus cálculos. El problema del ángulo de la celdas fue calculado otra vez, con las tablas corregidas, y los ángulos obtenidos fueron los que las abejas habían utilizado siempre: 109° 28'. La conclusión final fue que las abejas hicieron el cálculo correcto y el matemático lo hizo mal.